# Румыно-турецкие отношения
Румыно-турецкие отношения — двусторонние дипломатические отношения между Румынией и Турцией. 

## История
В ноябре 1878 года были установлены дипломатические отношения между Румынией и Османской империей. 30 августа	1916 года Османская империя объявила войну Румынии. 9 февраля 1934 года Румыния вместе с Турцией, Югославией и Грецией основали военно-политический союз Балканской Антанты. Созданию этого союза предшествовал румыно-турецкий договор 1933 года. В 1938 году дипломатические миссии стран в Бухаресте и Стамбуле были повышены до уровня посольств. В 1939 году Балканская Антанта как военно-политический союз прекратила своё существование с началом Второй мировой войны. Во времена Холодной войны дипломатические контакты между Румынией и Турцией снизились (хотя в 1980-х Николае Чаушеску активизировал отношения с правительством Кенана Эврена). После революции в Румынии в 1989 году румыно-турецкие отношения значительно потеплели. Турция поддержала кандидатуру Румынии на вступление в НАТО, а Румыния поддерживает стремление Турции присоединиться к Европейскому союзу.

## Торговля
Страны являются друг для друга крупнейшими торговыми партнерами на Балканах. В 2015 году экспорт Турции в Румынию  составил сумму 2,8 млрд долларов США, а импорт Турции из Румынии составил сумму 2,6 миллиарда долларов США. В 2015 году объём товарооборота между странами достиг суммы 5,4 млрд долларов США. В 2015 году Турцию посетило около 440 000 румынских туристов.